# 5D-s adattárolás
Az 5D-s adattárolás a digitális adatok újszerű, az ultragyors lézerírásra alapozott egyedülálló technológiával létrehozott rögzítési eljárása. Stabil technológiának tekinthetjük, hiszen akár 1000 °C-ot is képes elviselni, élettartama szobahőmérsékleten korlátlannak tekinthető. 190 °C-on élettartama 13,8 milliárd év.

## Története
A southamptoni egyetem optoelektronikai kutatórészlege évek óta a digitális adatrögzítés forradalmasításán dolgozik. Egy olyan adattárolót kívántak létrehozni, amely akár évmilliárdokon keresztül is képes megőrizni a rajta lévő adatokat. A digitális adathordozó ötdimenziós, nanoszerkezetű üveg felhasználásával készült.
Az első kutatási eredmények 2013-ban láttak napvilágot, amikor egy szöveges dokumentum 300 kilobájtos másolatát rögzítették 5D-s technológiával. 2016-ra sikerült elérni, hogy 360 terabájtnyi adatot tudnak rögzíteni a lemezkére.

## Leírása
Az 5D-s adattároló egy olyan új optikai tároló, ahol az információt 3 rétegben a tároló belsejében lévő nanorácsok tárolják. A rácsok fizikai paraméterei, mint szélesség, hosszúság, magasság, valamint a fény visszaverődésének mértéke és ereje határozzák meg az adatmennyiséget. Ez az eddig legjobbnak minősített Blu-ray disc kapacitásánál hatszor több.

## Hasznosítása
Archívumok, levéltárak, könyvtárak, múzeumok hatalmas adatállományának tárolására kiválóan alkalmas. 